# Dead Island 2
Dead Island 2 ist ein von Dambuster Studios entwickeltes und von Deep Silver im Jahr 2023 veröffentlichtes Action-Rollenspiel für Windows, PlayStation 4, PlayStation 5, Xbox One und Xbox Series X/S.
Dead Island 2 ist das Nachfolgespiel von Dead Island und Dead Island: Riptide. Für den deutschen Markt erschien eine zensierte Fassung des Spiels. Innerhalb eines Jahres nach Veröffentlichung des Hauptspiels erschienen Erweiterungen bzw. DLCs.

## Setting und Gameplay
Dead Island 2 spielt in Los Angeles und Beverly Hills, Kalifornien und damit, anders als die Vorgänger, auf dem US-amerikanischen Festland. Anders als sein Vorgänger existiert keine zusammenhängende Open World, sondern geschlossene Areale. Diese können zu Handlungsbeginn nur zu einer festgelegten Zeit (Tag oder Nacht) betreten werden; mit fortschreitender Handlung schaltet der Spieler eine Schnellreisefunktion von festgelegten Orten aus frei. Wenn in den Gebieten keine aktive Hauptmission existiert, kann der Spieler beim Betreten Tag oder Nacht frei wählen, was jedoch ansonsten keine Auswirkungen auf die Situation in dem Gebiet hat. Das Kampfsystem des Spiels hat eine andere Mechanik als sein Vorgänger. Dead Island 2 enthält das Rage- und Crafting-System seiner Vorgänger.

## Handlung
Ein paar Monate nach den Ereignissen von Dead Island und Dead Island: Riptide haben die Streitkräfte der Vereinigten Staaten den gesamten US-Bundesstaat Kalifornien aufgrund eines großen Zombie-Ausbruchs zu einer Quarantäne-Sperrzone erklärt.
Der Spieler muss sich vor einem Flugzeugabsturz für einen der sechs Insassen der Maschine entscheiden, den er anschließend als Hauptfigur lenkt, die anderen kommen ums Leben.

## Entwicklung
Ursprünglich für die Entwicklung von Dead Island 2 vorgesehen, entschied das polnische Entwicklungsstudio Techland, sich gänzlich auf die Entwicklung von Dying Light, das im Januar 2015 erschien, zu konzentrieren. Deep Silver suchte nach einem Entwickler, bis das deutsche Entwicklungsstudio Yager Development den Zuschlag zur Produktion im dritten Quartal 2012 erhielt. Für die Entwicklung von Dead Island 2 gründete Yager Development die Yager Productions GmbH. Das Spiel war ursprünglich für eine Veröffentlichung im 2. Quartal 2015 geplant.
Im Juli 2015 gab Deep Silver bekannt, dass Yager von der Entwicklung des Spiels abgesetzt wurde und die Entwicklung einem anderen namenlosen Entwickler übertragen wird. Der Geschäftsführer von Yager Development erklärte später, dass die Abkehr des Unternehmens von dem Projekt erfolgte, weil „die jeweiligen Visionen von Yager und Deep Silver“ nicht übereinstimmten.
Im März 2016 gab das britische Studio Sumo Digital bekannt, dass es die Entwicklung von Dead Island 2 übernommen hat. Im August 2017 erklärte Deep Silver, dass sich Dead Island 2 weiterhin in der Entwicklung befinde; eine gleiche Erklärung durch Deep Silver erfolgte im Juli 2018. Im August 2019 wurde vermeldet, dass die Entwicklung des Spiels an Dambuster Studios (ein internes Studio von Deep Silver) übertragen wurde.
Eine Version des Spiels auf dem Entwicklungsstand von 2015 wurde im Juni 2020 geleakt.
Auf der Gamescom im Jahr 2022 wurde das Spiel vorgestellt und der Releasetermin für den 3. Februar 2023 bekannt gegeben. Im November 2022 wurde das Veröffentlichungsdatum auf den 28. April 2023 verschoben, da zusätzliche Entwicklungszeit benötigt wurde. Im Februar 2023 wurde die Veröffentlichung auf den 21. April 2023 vorverlegt.

## Deutsche Version
Die für den deutschen Markt freigegebene Version von Dead Island 2 ist geschnitten. So können Spieler nicht mit bereits getöteten Zombies interagieren. Verstümmeln von am Boden liegenden Gegnern ist somit nicht möglich. In allen anderen Punkten ist die deutsche mit der ungeschnittenen internationalen Version identisch.
Im Koop-Modus können Spieler mit der deutschen Version mit Spielern der Uncut-Version spielen. Spieler der PEGI-Version spielen für die Dauer der Partie mit den Schnitten der deutschen Fassung. Beim öffentlichen Matchmaking werden hingegen Spieler nur mit anderen Spielern zusammengeführt, die dieselbe geschnittene/ungeschnittene Version besitzen.

## Rezeption
Die Verkaufszahlen lagen bis Mai 2023 bei 2 Millionen Einheiten.
Bei Metacritic erhielt das Spiel 73 bis 76 von 100 Punkten.